# Кэмпион, Джордж Брайант
Джордж Брайант Кэмпион (англ. George Bryant Campion; 30 декабря 1795 – 1870, Вулидж) — английский художник-акварелист, баталист. Один из первых членов Королевского общества акварелистов (избран в 1837 году), многократный участник выставок этого общества. Некоторое время преподавал рисование в Военной академии в Вулидже. Творчество Кэмпиона было в основном посвящено изображению акварелью батальных сцен из британской военной истории. Скончался в Вулидже.

## Галерея
Практические все представленные ниже акварели хранятся в коллекции Йельского центра британского искусства (en:Yale Center for British Art).
- Битва при Квебеке (англ.).
- Битва при Фуэнтес-де-Оньоро («Капитан Норман Рэмси, командующий Королевской конной артиллерией, прорывается со своими солдатами через ряды французов»).
- Вид на лагерь в Чобеме в 1853 году с офицерами и часовыми.
- День полевых учений в лагере Чобем, 1853.
- Войска после учений возвращаются в Чобемский лагерь.
- Прибрежная сцена с погрузкой британских войск.
- Королевский смотр в Виндзоре: королева Виктория и египетский хедив Исмаил-паша на военном параде.
- Вид Дедхэма, графство Эссекс.
- Вытягивание сетей.
- Скачки в Гастингсе.